# 大久保忠俊
大久保忠俊（1499年—1581年10月23日）是日本戰國時代至安土桃山時代的武將。三河的松平氏（德川氏）的家臣。父親是宇津忠茂。弟弟是大久保忠員。蟹江七本槍之一。通稱新八郎、五郎右衛門。兒子有大久保忠勝、大久保忠益，女兒是蜂屋貞次的妻子。

## 生平
在明應8年（1499年）出生。最初姓「宇津」，後來變成「大窪」後再改姓以「大久保」為姓（日語中「大窪」和「大久保」發音相同）。
為從德川家康的祖父松平清康開始服侍3代的宿老，始終效忠於德川氏。在家康的父親松平廣忠被松平信定追到岡崎城的時候，暗中的準備舉兵要放逐信定，並讓廣忠進入岡崎城，後來在家康的獨立等事件中活躍。
在進攻蟹江城、桶狹間之戰等戰役中參戰。之後剃髮出家號常源。在永祿6年（1563年）的三河一向一揆中負責在岡崎城擔任防備。還有在家康說出要破壞一向宗的寺院之際，忠俊以性命保全而使一向宗的門徒全體無罪，並被允許看管淨珠院。

## 相關事項
- 大久保氏
- 蟹江七本槍

## 外部連結
- 三河松平（徳川氏）家臣団 大久保氏 （页面存档备份，存于）